# Fortabt er jeg stadig
Fortabt er jeg stadig er en dansk sang med tekst at Stine Pilgaard og melodi af Katrine Muff Enevoldsen.
Digtet har syv strofer med hver seks verselinjer.
Et specielt element ved digtet er at en strofes sidste linje gentages i næste strofes første linje, og sidste strofes sidste linje er den samme som første strofes første linje.
Rimskemaer er aabbcc, som dog ikke er så gennemført, for eksempel skulle nysgerrighed rime på sted og ballon rime på tom, — hvis intentionen var et præcist rim.
Formen er lånt fra Lisbeth Smedegaard Andersens salmetekst Du fødtes på jord, der går tilbage til 1984 og 1996 og som er med i Den Danske Salmebog som nummer 69.
Fortabt er jeg stadig var skrevet den 11. oktober 2018 til Pilgaards kæreste som en fødselsdagsgave.
Det er en kærlighedssang, der med Jørgen Aabenhus' ord "eksemplificerer [...] forskellige aspekter af et parforholds følelsesmæssige og praktiske problematikker, [...] i et poetisk billedsprog".
Digtets titel er taget fra tredje linje i syvende strofe: "fortabt er jeg stadig trods årenes gang".
Andersens salme har en melodi af Erik Haumann fra 1987,
og Pilgaards digt kan synges til den melodi.
Til digtets oprindelige anledning fik Pilgaard lavet en ny melodi.
For Fortabt er jeg stadig har Enevoldsens melodi dog klart fortrængt både Haumanns melodi og den melodi Pilgaard fik lavet.
Fortabt er jeg stadig nåede med i Højskolesangbogens 19. udgave.
Teksten forekommer i Pilgaards roman Meter i sekundet der udkom den 15. maj 2020.
Sangen er også at finde i Efterskolesangbogen, hvor den er i afsnittet Kærlighed.
Med klaverakkompagnement har Katrine Muff Enevoldsen selv indsunget sangen.
Forlaget har også udgivet en musikvideo hvor Enevoldsen spiller og synger.
Pernille Louise Sejlund har udfærdiget et arrangement for pigekor og klaver af Enevoldsens melodi. En opførsel af DR Pigekoret og pianist Christoffer Møller dirigeret af Charlotte Rowan blev optaget i DR Koncerthuset i maj 2024.
Sangen er nævnt i Ib Michaels bog Fra den anden side af solskinnet fra 2024.